# IC 4711
IC 4711 bezeichnet im Index-Katalog drei scheinbar dicht beieinander liegende Sterne im Sternbild Pavo. Der Katalogeintrag geht auf eine Beobachtung des Astronomen DeLisle Stewart am 20. Juli 1901 zurück.